# 第6次沖縄抗争
第6次沖縄抗争（だい6じおきなわこうそう）は、1990年から1992年にかけて沖縄県で起きた、三代目旭琉会対沖縄旭琉会の抗争事件。
2組織の間では分裂直後から過激な抗争が繰り広げられ、無関係の高校生や覆面パトカーで警戒中の私服警察官2名がそれぞれ対立組織の組員と間違われて射殺される、ほかにもカーチェイスや火炎瓶連続投擲などがあり、組員・関係者だけでなく一般市民や警察官にも被害が及んだものも含め、事件が相次いだ。そのため一般世論をも巻き込む暴力団排除の風潮が強まり、暴力団対策法の制定のきっかけとなった。
暴対法施行直前の1992年2月に終結宣言が出され、抗争は終結した。

## 経緯
1983年5月、旭琉会は内部抗争が原因で前年10月に殺害された多和田真山二代目会長の後を受けて翁長良宏が三代目会長に就任し、三代目旭琉会が発足。三代目旭琉会は、翁長会長と富永清理事長の組織体制で運営されることになり、その後7年間は平和が保たれていた。
三代目旭琉会は対外的には平静を保っていたが、五代目山口組の組長渡辺芳則が、1990年3月24日、那覇空港において沖縄県警察によって入県を阻止された事件の対応策を巡って、会長翁長派と理事長富永派との間で対立が生じた。そして同年5月の総長会において、会長翁長が山口組と五分の親戚付き合いをするという意向を示したのに対し、辻一家総長の泉操が席上反発したため、同会長の独断で同総長が絶縁処分とされた。
さらに、会長付幹部に対し、富永一家組員が拳銃を向けるトラブルが起きた。これに対し、同会長付幹部が所属する大城一家総長大城孝章が適切な対応をとらなかったことに翁長会長が怒り、それについて大城一家総長の依頼により理事長の被告富永が翁長会長に意見したことから、同年5月にはますます翁長派、富永派への分裂動向が見られるようになった。双方とも拳銃発砲等の抗争事件を起こさなかったものの、那覇市牧志在の会長翁長宅、沖縄市諸見里在の理事長富永宅に組員多数が集結し、さらには組事務所の窓に鉄板を張り巡らす等の措置が講じられた。
その後同年五5月8日、内紛の当事者でもあった会長付幹部の組事務所から拳銃が押収されたり、同年7月20日には、内紛時に主流派から反主流派に寝返った丸長一家巴組幹部与那満が拳銃所持で逮捕されたりした。押収された拳銃にはすぐにも発射できる状態で実弾が装填されたままであった。
こうした中で、同年5月の内紛時に主流派の丸長一家から反主流派の富永一家に鞍替えした巴組組長の金城宏が、配下組員と共謀の上、同年9月13日の白昼、那覇市西二丁目所在の光国産業へ押し掛け、丸長一家総長仲程光男を殺害しようとしたが、同総長が不在であったため、同人の実弟で丸長一家幹部の仲程盛昌に対して至近距離から拳銃を発射するという殺人未遂事件が発生した。
沖縄県においては、1988年10月の琉球銀行屋慶名支店における拳銃使用強盗事件以来約2年振り、暴力団同士のものとしては1987年6月の沖縄市胡屋在のパブラウンジ・スペインにおける拳銃発砲事件以来、3年3か月振りの拳銃発砲事件の発生であった。
主流派（翁長会長派）は、この事件は反主流派（富永派）の主流派に対する拳銃発砲事件であり、しかも寝返った組員による犯行であったことから、組織的な犯行で反主流派からの宣戦布告だと断定した。
しかし、反主流派は、同事件はあくまでも行為者金城宏と命を狙われた仲程光男の個人的事件であり、宣戦布告ではないとして、事件当日直ちに、組織の参与等を通じて右会長への理解を求めようと働きかけたり、本土で手術のため入院していた理事長富永自身が電話でこの事件を同会長に説明しようとするなどしたが、同会長から「本件は反主流派の組織的犯行である。」と決め付けられ、弁解を拒絶された。
翁長会長派は、同年9月19日をタイムリミットとして、「富永は堅気になるか、引退するかのどちらかをとれ。」と迫ると同時に、その回答を得ることなく、9月17日、理事長の富永、富永一家若頭上江洲丈二、前記殺人未遂事件の実行者金城宏の三人を絶縁処分にした。
これに対し、富永一家を中心とする反主流派は、同年9月19日付で、10名の総長連名の上で、逆に三代目旭琉会に対して脱会書を提出した。そして脱会した富永らは、脱会者による新組織の名称を「沖縄旭琉会」とすることを宣言した。

## 抗争事件時系列
1. 1990年9月21日午前10時20分ころ、那覇市東町で主流派三代目旭琉会丸長一家沖島組組員三名が乗用車で反主流派久茂地支部事務所を偵察中、同事務所から出て来た数名の組員に襲撃され、さらに乗用車で追跡され拳銃で発砲される事件が発生した。
さらに同日午後9時20分ころ、沖縄署管内において、反主流派組員によると思われる主流派座安一家本家事務所に対する拳銃発砲事件が発生した。
続いて同9時45分ころ、沖縄市照屋三丁目27番20号味処「とんきん」前で主流派と目される者による反主流派大城一家組員大城淳に対する拳銃使用殺人未遂事件、
同10時45分ころ、同じく主流派組員による犯行と思われる反主流派上里一家本家事務所に対する拳銃発砲事件が立て続けに発生した。
2. さらに、続いて翌日の9月22日深夜から23日未明及び早朝にかけて、反主流派組員によると思われる沖縄市照屋三丁目28番5号の主流派座安一家本家事務所に対する拳銃発砲事件、同じく反主流派組員によると思われる沖縄市松本二丁目13番20号の主流派錦志一家内誉会事務所に対する拳銃発砲事件、主流派組員によると思われる沖縄市上地292番地の反主流派富永一家中の町支部事務所に対する拳銃発砲事件、同じく主流派組員によると思われる沖縄市中央一丁目21番7号の反主流派上里一家本家事務所に対する拳銃発砲事件計四件の事件が続発した。
3. 同年9月30日午後5時過ぎには、主流派組員が、那覇市辻に所在する反主流派沖縄旭琉会照屋一家事務所に火炎瓶を投げ込み、さらに、拳銃を発射する事件が発生した。
4. 同年10月3日午前4時ころ、宜野湾市真栄原新町飲食街近くの路上で、対立する組員らの動静を偵察に来た反主流派沖縄旭琉会島袋一家組員の知名が射殺される事件が発生した。また同日、主流派三代目旭琉会丸良一家組員が、東京行き全日空機に爆発物を持ち込み逮捕される事件も発生した。同組員は、本土から爆発物を反主流派に郵送する目的で右飛行機に爆発物を持ち込んだものであった。
5. 同月5日午後11時ころ、反主流派組員が三代目旭琉会丸良一家総長宅のあるビルに拳銃を乱射する事件が発生した。また同時刻ころ、主流派の経営するサウナに拳銃が発射される事件も併発した。
6. 同月6日、右丸良一家組員が総長宅前で不審車両を発見して、車2台で追跡し、午前5時過ぎころ不審車両を挟み撃ちにしたが、不審車両から拳銃を発射されて見失うという事件が発生した。
7. 同月7日午前5時ころ、石川市内において、反主流派沖縄旭琉会伊波一家事務所に拳銃が発射される事件が発生した。
8. 同月8日午前9時ころ、具志川市内の同市商工会議所前路上で主流派三代目旭琉会錦志一家組員が反主流派の組員に撃たれて重傷を負う事件が発生した。
9. 同月9日午前4時過ぎ、那覇市内の桜坂中通りにある沖縄旭琉会島袋一家組員の小浜が、腹部を撃たれて重傷を負う事件が発生した。同日午後5時過ぎには、沖縄旭琉会富永一家組員が具志川市内の主流派が経営する事務所に乗り込み、主流派錦志一家組員を拉致する事件が発生した。
10. 同月10日午後3時過ぎ、主流派組員が沖縄市内の沖縄旭琉会富永一家事務所に車で乗りつけ、拳銃を発射する事件が発生した。また同時刻ころ、富永一家組員の運転する自動車にオートバイから拳銃が発射される事件も併発した。
11. 同月11日午前4時ころ、那覇市内の沖縄旭琉会金城一家の事務所に4トントラックが突っ込むという事件が発生した。
12. 同月12日午前6時ころ、那覇市内の沖縄旭琉会照屋一家事務所入口に立っていた組員が、オートバイで乗り付けた主流派組員に撃たれて死亡する事件が発生した。同日午前5時過ぎには、名護市内において、駐車中の大型トレーラーを反対派事務所に突っ込む目的で盗んだ組員が逮捕される事件も発生した。
13. 同月13日午前0時ころ、沖縄市内の三代目旭琉会座安一家の事務所前で同組員が背中を拳銃で撃たれて重傷を負う事件が発生した。同日午前3時ころには、那覇市内の三代目旭琉会丸長一家事務所に火炎瓶が投げられる事件も発生した。
14. 同月15日午後9時ころ、那覇市内の那覇ショッピングセンター前路上で三代目旭琉会丸長一家組員が乗った乗用車が、背後から来た車から発砲される事件が発生した。
15. 同月18日午前4時過ぎ、北谷町の県道23号線で信号待ちをしていた三代目旭琉会大日本維新党組員の車に対して反主流派組員が拳銃を発砲する事件が発生した。
16. 同月25日午前0時ころ、沖縄市内の路上で、反主流派組員の運転する車が、三代目旭琉会丸長一家組員の乗った車を目掛けて衝突する事件が発生した。同日午後8時過ぎ、那覇市内の三代目旭琉会丸長一家の総長宅横で、車に防弾ガラスを取り付けていた丸長一家組員が反主流派組員に撃たれて受傷する事件が発生した。
17. 同年11月16日午前3時過ぎ、那覇市内の路上で客待ちをしていた三和交通系列のタクシーに拳銃が発射される事件が発生した。
18. 同月22日午後6時ころ、フェンスを取り付けるアルバイトをしていた高校生が、三代目旭琉会の組員と間違えられた結果、沖縄旭琉会島袋一家の組員に拳銃で射殺された。
19. 同月23日午後11時ころ、沖縄市内において暴力団を警戒中の警察官二名が、暴力団から発砲されて死亡し、同事件を目撃した市民一人も銃撃されて受傷する事件が発生した（以下「警察官殺害事件」という）。
20. 同月25日午後11時過ぎ、浦添市城間のテナントビル内で三代目旭琉会嘉手刈一家の組員二名が、本土から主流派の支援に入った組員から発砲されて死亡する事件が発生した。
21. 1991年8月20日午前3時30分ころ、沖縄市諸見里の反主流派沖縄旭琉会富永一家本家事務所内で、当番として警戒にあたっていた組員が、主流派組員及び支援の山口組系組員両名に拳銃で撃たれて死亡する事件が発生した。同日午前5時30分ころには、那覇市牧志在の三代目旭琉会の翁長会長宅に、二人乗りオートバイから拳銃三発が撃ち込まれる事件が発生したが、それは右死亡事件への報復と目されている。

## 高校生射殺事件
1990年11月22日、フェンスを取り付けるアルバイトをしていた高校生が、三代目旭琉会の組員と間違えられた結果、沖縄旭琉会の組員に拳銃で射殺された。実行犯3名はまもなく逮捕されたが、実行を指示した2名は指名手配され、それぞれ94年と95年に逮捕された。実行犯3名については裁判の結果、無期懲役と懲役20年の刑が確定した。
刑事裁判とは別に、被害者高校生の両親は実行犯3人に加え、富永会長と系列島袋一家の島袋為夫総長の2人にも損害賠償を求める民事訴訟を那覇地方裁判所に起こした。この民事裁判については、実行犯・会長側と被害者側の双方の上告によって最高裁まで争われたが、2000年12月19日に最高裁第三小法廷（千種秀夫裁判長）で上告審が開かれ、この上告審で最高裁は、会長らの共同不法行為責任を認め、約5750万円の支払いを命じた二審判決を「正当で是認できる。」として支持し双方の上告を棄却、これによって会長らの敗訴が確定した。暴力団抗争の巻き添え死で、暴力団のトップの責任を認めた最高裁判決はこれが初であった。

## 警察官射殺事件
1990年11月23日（高校生射殺事件の翌日）、覆面パトカーに乗った警戒中の私服警察官2名が、三代目旭琉会錦一家組員のXと同幹部のYに職務質問しようとしたところ、敵対する沖縄旭琉会の組員と勘違いしたXとYによって拳銃で射殺された。2名の警察官は至近距離からそれぞれ3発と1発の銃弾を受けており、ほぼ即死であったという。またXとYは、事件を目撃した主婦を追い払おうとしたところ、誤って拳銃の引き金を引き、主婦に重傷を負わせた（こちらは殺害や傷害の故意はなし）。
翌日、被疑者Xは逮捕された。その後Xは、裁判で無期懲役（求刑死刑）の判決が下され、現在も服役中であると思われる。一方で、Yについては行方を晦ましており、指名手配されたものの、現在も行方は分かっておらず、死亡説もささやかれている。しかし、1999年10月までは、山口県下関市に潜伏していたことが分かっており、この時Yを匿った人物が、犯人蔵匿で逮捕されている。
この事件については、1990年に射殺された警察官2人の遺族ら10人が、実行犯の暴力団組員と使用者にあたる旭琉会最高幹部ら4人を相手に、約4億4000万円の慰謝料などを求める民事訴訟を起こした。この訴訟では、那覇地裁沖縄支部が被告側に3億2000万円の支払いを命ずる第一審判決を言い渡し、その後の福岡高等裁判所那覇支部での控訴審判決では、金額こそ減額されたものの約1億3800万円の支払いが再び命ぜられた。この控訴審判決は確定しており、賠償金については、2007年12月に全額完済されたことが発表されている。
刑事訴訟法第255条及び2010年に行われた殺人罪の公訴時効撤廃により現在も指名手配されている被疑者Yだが、2000年10月頃に県外組織の援助を受けて京都府内の病院を受診した際、脊髄に癌が転移しており、自力歩行が困難な状態であったことが判明している。当時の症状より既に沖縄県外で死亡している可能性が高いと見られることから、沖縄県警は被疑者死亡のまま殺人容疑で書類送検することを視野に捜査を進めている。
なお、桐島聡が死亡して以降、重要指名手配中の被疑者としては最古となった。

## 指名手配犯
- 生年月日：1949年10月13日
- 出身地：沖縄県
- 身長：172cm位
- 特徴：背中に唐獅子、両肩から腕にかけて花の刺青